# Springfield (Massachusetts)
Springfield is een stad in de Amerikaanse staat Massachusetts en telt 152.082 inwoners. Het is hiermee de derde stad in Massachusetts (na Boston en Worcester) en de 131e stad in de Verenigde Staten (2000). De oppervlakte bedraagt 83,1 km², waarmee het de 190e stad is.
De Springfield Armory werd in 1777 gekozen door George Washington om vuurwapens te maken voor de Amerikaanse Onafhankelijkheidsoorlog. Daarna diende het als wapenfabriek voor het Amerikaanse leger. De aanwezigheid van de Springfield Armory leidde ook tot de stichting van andere wapenfabrieken in Springfield, zoals Smith & Wesson. De Armory werd in 1968 gesloten. Nu is het een museum in beheer bij de National Park Service.
In 1893 reden de gebroeders Duryea met de eerste in de VS gebouwde automobiel door de straten van Springfield.

Springfield staat ook bekend als de stad waar James Naismith het basketbal heeft uitgevonden, en waar de Basketball Hall of Fame is gevestigd.

## Demografie
Van de bevolking is 12,4 % ouder dan 65 jaar en bestaat voor 30,2 % uit eenpersoonshuishoudens. De werkloosheid bedraagt 4,4 % (cijfers volkstelling 2000).
Ongeveer 27,2 % van de bevolking van Springfield bestaat uit hispanics en latino's, 21 % is van Afrikaanse oorsprong en 1,9 % van Aziatische oorsprong.
Het aantal inwoners daalde van 156.964 in 1990 naar 152.082 in 2000.

## Klimaat
In januari is de gemiddelde temperatuur -2,9 °C, in juli is dat 23,4 °C. Jaarlijks valt er gemiddeld 1114,6 mm neerslag (gegevens op basis van de meetperiode 1961-1990).

## Plaatsen in de nabije omgeving
De onderstaande figuur toont nabijgelegen plaatsen in een straal van 12 km rond Springfield.

## Bekende inwoners van Springfield

### Geboren
- Joel Asaph Allen (1838-1921), zoöloog en ornitholoog
- Arthur MacArthur jr. (1845-1912), generaal
- Louise Closser Hale (1872-1933), actrice
- Theodore Geisel Dr. Seuss (1904-1991), schrijver van kinderboeken, dichter en cartoonist
- Eleanor Powell (1912-1982), actrice en danseres
- Paul Weston (1912-1996), pianist, arrangeur, componist en orkestleider
- Creighton Abrams (1914-1974), generaal
- Bertram Forer (1914-2000), psycholoog
- Donald Davidson (1917-2003), filosoof
- Timothy Leary (1920-1996), schrijver en psycholoog
- Herbert Blomstedt (1927), Zweeds dirigent
- Joe Morello (1928-2011), jazzdrummer
- Mike Gravel (1930-2021), politicus
- Richard F. Heck (1931-2015), scheikundige en Nobelprijswinnaar (2010)
- Phil Woods (1931-2015), jazzmusicus
- Joe Arpaio (1932), sheriff in Maricopa County, Arizona (1993-2016)
- Alan Kay (1940), informaticus
- Michael Palmer (1942-2013), schrijver
- John Ashton (1948-2024), acteur
- Jerome Apt (1949), astronaut
- Kurt Russell (1951), acteur
- Jim Douglas (1951), gouverneur van Vermont (2003-2011)
- Carol Fredericks (1952-2001), zangeres
- Chirlane McCray (1954), schrijfster en dichteres; burgemeestersvrouw van New York
- Mike Scully (1956), schrijver en producer van The Simpsons
- Anne Sullivan (1866-1936), docente van Helen Keller (in een gehucht nabij geboren)
- Tim Mayotte (1960), tennisser
- David Starzyk (1961), acteur
- Edward Lu (1963), astronaut
- Linda Perry (1965), rockmuzikant, songwriter en producer
- Maura West (1972), actrice
- Antonio Thomas (1980), worstelaar